# Archophileurus elatus
Archophileurus elatus är en skalbaggsart som beskrevs av Heinrich Bernward Prell 1914. Archophileurus elatus ingår i släktet Archophileurus och familjen Dynastidae. Inga underarter finns listade.